# Culin
Culin é uma comuna francesa na região administrativa de Auvérnia-Ródano-Alpes, no departamento de Isère. Estende-se por uma área de 7,32 km². Em 2010 a comuna tinha 767 habitantes (densidade: 104,8 hab./km²).